# 完颜纲
完颜纲（12世纪—1213年），女真名元奴，字正甫。金国武将，金章宗年间率军抵御韩侂胄开禧北伐，曾经策反时任南宋四川宣抚副使吴曦。成吉思汗攻打金国时期被金国权臣纥石烈执中以御敌无方为由给杀死。

## 早年发展
金章宗明昌（1190年－1195年）年间，成为奉御，后层层升官成为左拾遗。有一次章宗皇帝下令要在三叉口建行宫，完颜纲就上疏劝谏说“贼出没其间”，于是章宗皇帝下诏令尚书省追问，查明完颜纲说的不实，但是完颜纲为谏官，有上述劝谏的权力，于是皇帝不加惩处。
后完颜纲升为刑部员外郎，上疏皇帝说：“诸犯死罪除名移推相去二百里，并犯徒罪连逮二十人以上者并令就问，曾经所属按察司审谳者移推别路，官亦依上就问。凡告移推之人皆已经本路按察审讫，即当移推别路。按察司部分广阔，如上京路移推临潢路，最近亦往复二三千里，北京留守司移推西北路招讨司，最近亦须数月。乞依旧制，令移推官司追取其人归问。”皇帝同意。

## 对宋作战
公元1206年（金泰和六年，南宋开禧二年）1206，南宋权臣韩侂胄对金国发动北伐战争，意图收复失地。而陕西这边的战事早于两淮和襄阳地区。当时陕西诸将的表现很有不同，互补协同各自为战，于是金章宗任命完颜纲为蜀汉路安抚使、都大提举兵马事和元帅府共同参与决定西部事务，调羌兵中未附宋朝的。当时，知凤翔府事完颜昱、同知平凉府事蒲察秉铉分别驻扎在凤翔各关隘，通远军节度使完颜承裕、秦州防御使完颜瞞屯军成纪边界，知临洮府事石抹仲温驻军临洮，同知临洮府事术虎高琪、彰化军节度副使把回海防备巩州各镇，乾州刺史完颜思忠扼守六盘山关隘，陕西路都统副使斡勒牙剌、京兆府推官蒲察秉彝戍卫虢华、扼守潼关蒲津；陕西都统完颜忠本名袅懒和同知京兆府事乌古论兖州防守京兆要害，用凤翔、临洮路少数民族和汉族弓箭手及绯鬲羽翅（此为军队名称）军分散占据边境，元帅右监军充右都监蒲察贞各自分管他们的事务。
1206年九月，金章宗诏令完颜纲安抚陕西，诏书大致内容为：“京兆、凤翔、临洮三路，应被宋兵逼胁，背国从伪，或没落外境，若能自归者，官吏依旧勾当，百姓各令复业，元抛地土依数给付。及受宋人旗榜结构等，或值惊扰因而避役逃亡，未发觉者，许令所在官司陈首，并行释免，更不追究，军前可用之人随宜任使。限外不首，复罪如初。”

## 策反吴曦
当初，吴玠吴璘吴挺都是宋朝大将，兄弟父子相继防守四川地区，所以吴氏家族，在川陕一带百姓和军民中享有很高的威望。在公元1193年春五月，吴挺在兴州任上病死，享年56岁。死后被朝廷赠少保，后又加赠少师、开府仪同三司，谥武穆。吴挺死时，当时任四川安抚制置使的是丘崈。丘崈素以吴氏几世掌握川陕兵权为虑。他告诫宋光宗赵惇，要宋光宗在吴挺死后，朝廷千万不能再把兵权交给他的儿子了。因此吴挺的儿子吴曦当时并没有在川陕军界任职。朝廷只给了吴曦武功大夫、祁州团练使，知和州的职务。后又改在南宋行在临安任职。公元1201年，南宋准备北伐，反攻金军，在临安的吴曦见有机可趁，便贿赂朝中大臣，首先得到了宰相韩侂胄的信任。其后利用朝廷用人之机，借助其祖上抗金的光环，骗得了宋宁宗赵扩的恩准，得到了回西北执掌军权的机会，被朝廷任命为兴州都统治兼知兴州，利州西路安抚使等重要职务，也继承了吴氏掌军川陕的衣钵。
1206年（金泰和六年、南宋开禧二年)四月间，吴曦为了配合南宋在两淮的军事行动，开始就频频发动对金人的骚扰。先是“诱募边民以盗，遣谍以利饵凤翔卒温昌，结三虞候军为内应”，不料温昌告变，金人预为防备，吴曦计划不行。接着，吴曦派遣兵围住熟龙堡，很快被金将蒲鲜长安击败。程松自己率兵数万，自中路分道偷袭陕西宝鸡西南的和尚原、西山寨、龙门关。但是秦世辅行军至城固县（今属陕西）尚未与金人交手，军就大乱，右路彻底失败。左路吴曦用六千兵攻打盐，被巩州守将完颜王善、队校仆散六斤、猛安龙延常击退宋军，斩首二百级。七月，吴曦合兵五万从保坌、姑苏等路侵犯秦州，金西路军都统副使完颜承裕、秦州防御使完颜璘用骑兵千余人攻击他们，吴曦军大败，追奔四十里。吴曦另一支万人军队进入来远镇，也被术虎高琪击败。九月下旬，吴曦派遣部将冯兴、杨雄、李珪等率步骑八千再次进攻秦州，完颜承裕遣部将唐括按答海率骑二百驰击宋步兵，甲士蒙括挺身先入乘之，宋步兵大溃。追奔至皁郊城，斩二千余级。猛安把添奴追宋骑兵，杀千余人，斩杨雄、李珪于阵，冯兴仅以身免。金军乘胜攻克成州。在中路，程松于七月遣别将曲昌世袭取方山原（今陕西陇县西南），以吸引金兵主力，自己则率宋军乘着大雾和暴雨，在当地义兵的配合下，一举攻占了和尚原、西山寨和龙门关，但是，很快完颜纲的金军迅速展开反击，于九月将和尚原、西山寨和龙门关全部夺回，程松败退，退回汉中。
吴曦入蜀之后几次对金用兵皆是损兵折将而告终，他所面对的是由金蜀汉路安抚使完颜纲所率金兵，战斗力非常强大。吴曦也知道自己兵败之后会被韩侂胄严厉处置，即使不被处置调离川蜀也是迟早的事情，而这样就会使得自己割据四川的企图落空。在开禧北伐之前，吴曦就开始考虑叛投金国的事情，只是为了不让南宋朝廷发觉，同时也为了向金国讨价还价的目的，所以仍然在之后发动对金秦州的攻势。金人获悉了吴曦的心理之后，就开始诱降吴曦，金章宗亲自给吴曦写了劝降信，信中说：
宋自佶、桓失守，构窜江表，僭称位号，偷生吴会。时则乃祖武安公玠，捍御两川，洎武顺王璘，嗣有大勋，固宜世祚大帅，遂荒西土，长为籓镇，誓以河山，后裔纵有栾黡之汰，犹当十世宥之。然威略震主者身危，攻盖天下者不赏，自古如此，非止于今。卿家专制蜀汉，积有岁年，猜嫌既萌，进退维谷，代之而不受，召之而不赴，君臣之义，已同路人，譬之破桐之叶，不可以复合，骑虎之势，不可以中下矣。此事流传，稔于朕听，每一思之，未尝不当馈叹息，而卿犹偃然自安。且卿自视翼赞之功，孰与岳飞？飞之威名战功，暴于南北，一旦见忌，遂被惨夷之祸，可不畏哉？故知者顺时而动，明者因机而发，与其负高世之勋，见疑于人，惴惴然常惧不得保其首领，曷若顺时因机，转祸为福，建万世不朽之功哉？今赵扩昏孱，受制强臣，比年以来，顿违誓约，增屯军马，招纳叛亡。朕以生灵之故，未欲遽行讨伐，姑遣有司移文，复因来使宣谕；而乃不顾道理，愈肆凭陵，虔刘我边陲，攻剽我城邑。是以忠臣扼腕，义士痛心，家与为仇，人百其勇。失道至此，虽欲不亡，得乎？朕已分命虎臣，临江问罪，长驱并骛，飞渡有期，此正豪杰分功之秋也。卿以英伟之姿，处危疑之地，必能深识天命，洞见事机。若按兵闭境，不为异同，使我师并力巢穴，而无西顾之虞，则全蜀之地，卿所素有，当加封册，一依皇统册构故事。更能顺流东下，助为掎角，则旌麾所指，尽以相付。天日在上，朕不食言。今送金宝一钮，至可领也。
在这封书信中，金章宗巧舌如簧，极力挑拨吴曦与南宋朝廷的矛盾，说吴玠吴璘捍卫四川建有大功，应当世代做四川的大帅，永久为蜀土的藩王，然而自古以来都是“威略震主者身危，功盖天下者不赏”，“卿家专制蜀汉，积有岁年，猜嫌既萌，进退维谷，代之而不受，召之而不赴，己是骑虎难下了”。金章宗还用宋高宗杀岳飞的事情来警告吴曦，劝他要顺时应机，转祸为福，“建万世不朽之业”。最后，金章宗许诺：如果吴曦叛宋，“按兵闭境”，割据四川，以便让金军无西顾之忧、可全力进攻江南，那金朝就按宋金第二次绍兴和议的条件，册封吴曦为帝。让他统治四川。如果吴曦能更进一步，叛宋后能顺长江而下，出兵帮助金军，那么，吴曦所占领的南宋土地则全部归吴曦所有。金章宗还特意为吴曦造了一枚刻有“蜀王之印”四字的金印，送给吴曦。为了策反成功，金章宗特命时任蜀汉路安抚使、提举兵马事的完颜纲专门负责此事。当时完颜纲正奉命前往叠州招抚羌族部落首领青宜可。完颜纲接到诏书后，立即返身去了已被金军占领了的水洛城，查访吴氏族后人，挑中了吴曦的一位族兄吴端，完颜纲将吴端任命为水洛城巡检使，派他从小路潜入兴州，带着金章宗的诏书和金印去见吴曦。
公元1206年十月间，吴端入蜀见到了吴曦。吴曦听吴端说明了来意后，尽管没有立即表态，但已悄然动心。为了遮人耳目，他对外人诈称已杖毙吴端，而将吴端藏匿起来，还想再看看局势变化以决定未来去从。这时有人把这件事报告了四川安抚置制使程松，但程松却压根就不相信。
吴曦自从见到吴端，以及吴端给他带来了金章宗的诏书和金印后，吴曦私下在叛宋降金的问题上基本上已经拿定了主意，这时宋金战争已经爆发，他借口持重，驻兵河池，按兵不动。金兵进犯西河，守将王喜、鲁翼领军奋起抗战，已经打得金军不支的时候，吴曦不但不派兵支援，反而令王喜、鲁翼俩将退回黑谷，金军趁宋军退却时在后追袭，宋军大溃。金军反败为胜。他自己又焚烧了河池城，退兵青原野。北边的兴元都统制母思已经收复了和尚原、大散关，正在与金军鏖战，吴曦不但不出兵助攻金军，反而突然下令撤走驻守在蓦关的守军。使母思陷于孤立无援境地，金军趁机绕到母思之后，使母思腹背受敌，只得放弃刚刚收复的和尚原、大散关败退。金国因吴曦刚刚归附，需依靠中国为援，想先攻下襄阳作为蜀地的屏障，于是令右副元帅完颜匡先攻襄阳，诏令大致说：“陕西方面虽攻克四州，吴曦的投降是我策划处理。从大军出境，只有你统率的部队打硬仗多，与前人相比并不逊色。如今讨伐宋朝的事要你们完成，小小的擒获不值得羡慕，果能为国建功，怎么会仅一身荣宠，后世子孙也会保富贵的。”完颜匡得诏，就转移军队直奔襄阳。十二月，吴曦派果州团练使郭澄、仙人关使任辛献上降表、蜀地图及吴氏家谱。
1207年（南宋开禧三年，金泰和七年）正月，召完颜纲前往京城，任陕西宣抚副使，升三级。还军，吴曦派郭澄向金章宗进献谢恩表、誓表、贺全蜀归附三表，亲王百官祝贺，金国用诏书来答复，并赐给誓诏。郭澄后来辞别，皇上告诉郭澄说：“汝主效顺，以全蜀归附，朕甚嘉之。然立国日浅，恐宋兵侵轶，人心不安，凡有当行事务已委宣抚完颜纲移文计议。或有紧急，即差人就去讲究。大定间，汝主尝以事入觐，今亦多岁，朕嘉汝主之义，怀想不忘，欲得其绘像，如见其面。今已遣使封册，俟回日附进。可以此意归谕汝主。”同时任命同知临洮府事术虎高琪为封册使，翰林直学士乔宇为副使。对术虎高琪说：“卿以边面宣力，加之读书，蜀人识卿威名，勿以财贿动心，失大国体。检制随去奉职，勿有违枉生事。”
不久，吴曦被李好义杨巨源等人诛杀，吴曦被诛杀以后，杨巨源，李好义等共推安丙临时主持川陕军政，维持地方治安。杨巨源和李好义向安丙建议，“曦死，贼破胆矣。关外西和、成、阶、风四州为蜀之要害，宜趁胜复取之。不然，必为后患。”安丙从之，令好义领兵，会合忠义军夹击金军，杀死不少金兵，占领了西和州。金将完颜金领兵退去。紧接着，张林、李简复成州。孙忠锐复和尚原、大散关。金将完颜阿实战死。金章宗命完颜纲撤了四州之兵，退保要害。李好义趁金军后撤，领兵又占领了秦州。
金宣宗闻听吴曦死了的消息之后，立即派使者前往陕西，责备完颜纲说：“曦之降，自当进据仙人关以制蜀命，且为曦重。既不据关，复撤兵，使丙无所惮，是宜有今日也。”金宣宗下诏追赠吴曦为金太师，命德顺州刺史完颜思忠为吴曦招魂，将吴曦魂葬于水洛城吴氏墓地，并把吴曦族兄吴端之子指定为吴曦的儿子，以承继吴曦香火。同时下诏告诉陕西军士说道：“汝等爰自去冬，出疆用命，擐披甲胄，冒涉艰险，直取山外数州，比之他军实有勤效。界外屯驻日久，负劳苦，恩赏未行，有司申奏不明，以致如此。朕已令增给赏物，以酬尔劳。惟是余贼未殄，犹须经略。眷我师徒，久役未解，深怀悯念，寤寐弗忘。汝等益思体国之忠，奋敌忾之勇，协心毕力，建立功勋；高爵厚禄，朕所不吝。”
之前南宋军队再次攻破阶州、西和州，于是完颜纲到凤翔，下诏撤出五州的军队退保要害，五州的百姓愿迁内地的厚抚他们，把他们聚集起来，任命近侍局直长为四川安慰使。蒲察贞撤向黄牛戍，宋安丙追逐他们，派兵来袭，于是丢失散关，巩州钤辖兀颜阿失死在那里。下诏削完颜纲官一级，降兵部侍郎，代理宣抚副使。派户部侍郎尼庞古怀忠照章惩处纲以下将吏。怀忠未到陕西，完颜纲、蒲察贞派兵悄悄地从昆谷西山养马涧进入，四面攻之，再攻取了散关，斩杀南宋将领张统领、于团练。完颜纲派使报捷，下诏通报表彰，蒲察贞等人放下不再追究。
1208年（南宋嘉定元年，金泰和八年）)，南宋献上韩侂胄和苏师旦的首级，于是金章宗下诏用将原来南宋的关隘归还南宋，宋金战争结束。完颜纲回到京师。不久，金章宗病逝，卫绍王完颜永济即位，任命完颜纲为陕西路按察使，后升为尚书左丞。至宁元年(1213年)，成吉思汗攻打金国，完颜纲到缙山行视察加强防务，徒单镒派人对他说：“术虎高琪驻兵缙山很得人心，士气很高，与其视察亲自前去，不如给他增兵为好。”完颜纲不听。徒单镒又派人制止他说：“术虎高琪策划已定，他的功就是视察的功。”完颜纲仍不听从，结果完颜纲到缙山不久战争就被打个大败。

## 冤枉被害
公元1213年，此前丢守西京的金国将领胡沙虎见到皇帝完颜永济无力治理，于是带领兵马偷袭了中都城，废掉了完颜永济。考虑到完颜纲手里有兵权，为了不让他对自己造成威胁。于是他就命令完颜纲的儿子给父亲写家信，骗他回来。半月之后，毫不知情的完颜纲刚到都城就被扣押，第二天就被胡沙虎下令押到市中心给杀了，而随行的张霖卿列举失掉四川、败在缙山的事情为完颜纲的死因。
贞祐四年(1216年)，完颜纲儿子代理复州刺史安和上书为父辩冤，大致说：“先臣纲在章宗时，招怀西羌青宜可等十八部族，取宋五州，吴曦以全蜀归朝。胡沙虎无故见杀，夺其官爵。”金宣宗诏令放到尚书省议论“谨按元年诏书云，胡沙虎屡害良将，正谓纲辈也”。于是追封完颜纲为尚书左丞。

## 评价
《金史》赞曰：“章宗伐宋之役，三易主帅，兵家所忌也。宋不知乘此以为功，犹曰有人焉？韩侂胄心强智疏，苏师旦谋浅任大，函首燕、蓟，南北皆曰贼臣，何哉？完颜匡、完颜纲皆泰和终功之臣，然匡隳忠于大安，纲罔难于至宁，富贵之惑人，乃如此邪？”

## 延伸阅读
[在维基数据编辑]
 《金史·卷98》，出自脱脱《遼史》